# 17993 Kluesing
17993 Kluesing è un asteroide della fascia principale. Scoperto nel 1999, presenta un'orbita caratterizzata da un semiasse maggiore pari a 2,3114684 UA e da un'eccentricità di 0,0874541, inclinata di 3,15584° rispetto all'eclittica.